# Quintus Publilius Philo
Quintus Publilius Philo was een Romeinse politicus en militair uit de 4e eeuw v.Chr.
Philo was van plebejische afkomst, maar had een zeer succesvolle carrière in een tijdperk dat de macht in de republiek nog vooral bij de patriciërs lag.
Een Quintus Publilius wordt voor het eerst in 354 v.Chr. genoemd als lid van de quinqueviri mensarii, een speciale commissie die een groot financieel probleem voor de staat moest oplossen. Vermoedelijk gaat het hier om Quintus Publilius Philo. Hij werd consul in het jaar 339 v.Chr. Samen met zijn collega Tiberius Aemilius Mamercinus vocht hij tegen andere Latijnse steden, maar ze konden de oorlog niet tot een goed einde brengen. De senaat weigerde Aemilius een triomftocht, die vervolgens Philo tot dictator uitriep. Het was pas de tweede keer dat een plebejer dit hoogste ambt mocht bekleden. Na zijn overwinning op de Latijnen mocht Philo wel een triomftocht houden.
Als dictator voerde Philo enkele belangrijke politieke wetten door, die bekend zijn geworden als de Lex Publilia. De belangrijkste veranderingen waren:
1. Wetgeving die in een volksvergadering was aangenomen was bindend. Het vetorecht van de patriciërs over deze wetten werd afgeschaft.
2. De senaat moest voortaan vooraf zijn toestemming (patrum auctoritas) geven aan de wetgeving waarover in de Comitia centuriata werd gestemd.
3. Een van de twee censors, die om de vijf jaar werden gekozen, moest in het vervolg een plebejer zijn.

Deze maatregelen perkten de macht van de patriciërs behoorlijk in.
In 336 werd Philo de eerste praetor van plebejische afkomst. In 332 werd hij censor samen Spurius Postumius Albinus. Zij gaven veel nieuwe inwoners van Latium het Latijns burgerrecht. In 327 werd hij weer tot consul gekozen. Hij vocht in de Tweede Samnitische Oorlog en belegerde de Griekse stad Neapolis (Palaeopolis), die hulp kreeg van de Samnieten. Aan het eind van zijn ambtsjaar was de oorlog nog niet voorbij, hoewel Philo grote vorderingen had gemaakt. Om te voorkomen dat hij in 326 naar Rome moest terugkeren en de Samnieten en Grieken daar voordeel van zouden hebben, werd zijn consulaire macht (imperium) met een jaar verlengd. Philo was daarmee de eerste proconsul in de Romeinse geschiedenis. Hij veroverde Neapolis uiteindelijk en mocht een triomftocht houden.
In 320 was hij weer consul en behaalde een overwinning in Campania op de Samnieten. In 315 werd Philo voor de laatste keer tot consul gekozen.

## Referentie
- T. Broughton, The magistrates of the Roman Republic Vol. I: 509 BC - 100 BC, Lancaster (Californië) 1951. pp. 126,137,139,142,145,146,152,156. ISBN 0891307060
- Deels vertaald van de Franse Wikipedia: fr:Quintus Publilius Philo
- Jrank.org - Quintus Publilius Philo Biography